# Dantya piercei
Dantya piercei är en kräftdjursart. Dantya piercei ingår i släktet Dantya och familjen Sarsiellidae. Inga underarter finns listade i Catalogue of Life.